# Restiosporium dapsilanthi
Restiosporium dapsilanthi är en svampart som beskrevs av Vánky 2003. Restiosporium dapsilanthi ingår i släktet Restiosporium och familjen Websdaneaceae.   Inga underarter finns listade i Catalogue of Life.